# Día Africano del Medio Ambiente y de Wangari Maathai
El Día Africano del Medio Ambiente y de Wangari Maathai es una celebración anual que se lleva a cabo como tal el 3 de marzo desde el año 2012. Anteriormente, el día era celebrado desde el 2002 y hasta el 2011 como Día Africano del Medio Ambiente por la Organización para la Unidad Africana (OUA). En 2012, la Unión Africana (UA) decidió incorporar al día la celebración de Wangari Maathai, como primera mujer africana en recibir el premio Nobel de la Paz en 2004 por su rol ecologista y de defensa de los derechos de los pueblos.

## Proclamación
El día fue proclamado en 2002 como Día Africano del Medio Ambiente por el Consejo de Ministros de la OUA, durante su reunión en Durban, Sudáfrica. Esta iniciativa surgió en respuesta a los crecientes desafíos ambientales en el continente, como la desertificación, la pérdida de biodiversidad y la degradación de los recursos naturales, esenciales para la lucha contra la pobreza y el desarrollo sostenible. El deterioro de estos ecosistemas sigue siendo un reto crítico para África. El objetivo de la proclamación era sensibilizar sobre la importancia de la conservación del entorno natural de África y promover la adopción de políticas sostenibles en todos los países africanos. En julio de 2003, la Unión Africana (UA), sucesora de la OUA, adoptó la versión revisada de la Convención Africana sobre la Conservación de la Naturaleza y los Recursos Naturales, reforzando su compromiso con la protección del medio ambiente.
En enero de 2012, la Unión Africana decidió ampliar la conmemoración, integrando el legado de la profesora Wangari Maathai. La decisión fue tomada en reconocimiento a su destacada labor en la protección del medio ambiente, los derechos de las mujeres y el desarrollo sostenible. Wangari Maathai, primera mujer africana en recibir el Premio Nobel de la Paz en 2004, fue una figura clave en la defensa de los bosques y en la promoción de los derechos de las comunidades rurales. Con ello, el día pasó a denominarse Día Africano del Medio Ambiente y de Wangari Maathai, honrando tanto los desafíos ambientales del continente como la vida y obra de Maathai.

## Celebración
Se celebra el 3 de marzo, fecha que coincide con el Día Mundial de la Vida Silvestre. Esta coincidencia subraya la importancia de la biodiversidad y su conservación tanto a nivel continental como global, así como la interconexión entre los desafíos ambientales que enfrenta África y los esfuerzos internacionales para proteger la vida silvestre. La primera celebración conjunta del Día Africano del Medio Ambiente y el Día de Wangari Maathai tuvo lugar en 2012. Durante este día, se llevan a cabo actividades que abordan temas clave como el cambio climático, la pérdida de biodiversidad y la contaminación. También se resalta cómo el crecimiento económico y la expansión agrícola han incrementado la presión sobre los ecosistemas africanos.

## Temas
- 2006: Zero Littering - The Way to Healthy Living,[6] ('Cero basura: el camino hacia una vida saludable')
- 2009: Greening Africa,[7] ('Reverdecer África')
- 2010: Climate change resilience,[8] ('Resiliencia ante el cambio climático')
- 2011: Forests for Sustainable Development,[9] ('Bosques para el desarrollo sostenible')
- 2012: Lake Chad: our shared heritage, our common future, which highlights the plight of Lake,[10] ('El lago Chad: nuestro patrimonio compartido, nuestro futuro común')
- 2013: Partnership for Africa’s Transition to Green Economy in Support of African Renaissance,[11]   ('Asociación para la transición de África hacia una economía verde en apoyo al renacimiento africano')
- 2014: Combating Desertification in Africa: Enhancing Agricultural Productivity and Food Security,[12] ('Combatir la desertificación en África: mejorar la productividad agrícola y la seguridad alimentaria')
- 2015: Empowering Women for Sustainable Natural Resources Management,[13] ('Empoderar a las mujeres para la gestión sostenible de los recursos naturales')
- 2016: Strengthening Women’s Rights over Natural Resources,[14]  ('Fortalecer los derechos de las mujeres sobre los recursos naturales')
- 2017: Paying tribute to the late Nobel Laureate’s legacy,[15] ('Rendir homenaje al legado de la fallecida ganadora del Nobel')
- 2018: Beat Plastic Pollution,[16] ('Vencer la contaminación por plásticos')
- 2019: My Clean Environment, My Pride,[17] ('Mi ambiente limpio, mi orgullo')
- 2020: Our Resources, Our Future,[18]  ('Nuestros recursos, nuestro futuro')
- 2021: Reimagining the Future: Clean and Green Cities for All. Build Back Better!,[19]  ('Reimaginando el futuro: ciudades limpias y verdes para todos. Reconstruir mejor')
- 2022: The role of Sustainable Environment in building resilience and combating desertification,[1]  ('El papel de un ambiente sostenible en la construcción de resiliencia y la lucha contra la desertificación')
- 2023: Sin tema[20]
- 2024: Circularity as a Solution to tackling Climate Change, Biodiversity Loss and Pollution,[21] ('La circularidad como solución para abordar el cambio climático, la pérdida de biodiversidad y la contaminación')